# Anassimene di Lampsaco
Anassimène di Lampsaco, figlio di Aristocle (in greco antico: Ἀναξιμένης?, Anaximénes; 380 a.C. circa – 320 a.C. circa), è stato uno storico e retore greco antico, incluso nell'elenco degli otto storici esemplari del Canone alessandrino.

## Biografia
Discepolo di Zoilo e Diogene il Cinico, fu un contemporaneo di Alessandro Magno, che egli dice aver istruito e che accompagnò nelle campagne in Asia.
I suoi concittadini gli dedicarono, perciò, una statua ad Olimpia per averli salvati da Alessandro, adirato perché essi si erano alleati con i Persiani.

## Opere

### Opere storiche
Anassimene scrisse tre opere storiche: una storia di Filippo II di Macedonia, costituita da almeno otto libri; una storia di Alessandro Magno; una storia della Grecia, che Pausania il Periegeta chiama Τὰ ἐν Ἕλλησιν ἀρχαῖα e che comunque è normalmente conosciuta come Πρῶται ἱστορίαι o Πρώτη ἱστορίη, e che comprendeva, in dodici libri, la storia della Grecia dalle più antiche età mitologiche fino alla battaglia di Mantinea e alla morte di Epaminonda.
Le storie di Anassimene, delle quali rimangono pochissimi frammenti, furono censurate da Plutarco per i numerosi discorsi retorici e prolissi in esse contenuti. Anche la scarsità dei frammenti che possediamo è indice del poco apprezzamento che gli antichi avevano della sua opera, più retorica che storica. 
Ci sono stati, Anzi, critici, come il Casaubon, che ritenevano che il retore e lo storico Anassimene fossero due persone distinte, ma la loro comune identità è stata provata con argomenti soddisfacenti.

### Opere retoriche
Anassimene fu anche un retore esperto e scrisse il Trikáranos, un'opera in cui muoveva accuse alle grandi città della Grecia Sparta, Atene e Tebe e che egli pubblicò sotto il nome di Teopompo, suo nemico personale, del quale riuscì a imitare tanto bene lo stile da far credere a tutti che lo scritto fosse opera sua, procurandogli grande ostilità in tutta la Grecia.
Anassimene raggiunse, in effetti, una certa reputazione come insegnante di retorica e come oratore, sia nelle assemblee popolari sia nei tribunali e scrisse anche discorsi per altri, come quello che Eutia pronunciò contro Frine.
Ciò che rende, comunque, importante Anassimene nel panorama della letteratura greca è l'essere stato l'unico retore prima di Aristotele di cui resti un trattato scientifico sull'arte retorica, ossia la Retorica ad Alessandro (Ῥητορικὴ πρὸς Ἀλέξανδρον), normalmente pubblicato fra le opere spurie di Aristotele. L'opinione che fosse, appunto, un'opera di Anassimene fu per la prima volta espressa da Piero Vettori nella sua prefazione alla Retorica aristotelica ed è stata confermata da Leonhard Spengel. 
Questa Retorica fu preceduta nel II secolo a.C. da un'apocrifa lettera di dedica di Aristotele ad Alessandro che fu probabilmente concepita come introduzione allo studio della Retorica di Aristotele. 
Considerando la struttura dell'opera, risulta evidente che l'autore non era un filosofo: si tratta solo di una serie di suggerimenti pratici su come questo o quel soggetto dovevano essere trattati nelle varie circostanze. Mentre l'oratoria, infatti, è suddivisa da Aristotele in tre generi di «discorsi retorici», il giudiziario, il deliberativo e l'epidittico, che comprendono sei specie di eloquenza, l'esortazione, la dissuasione, la lode, il biasimo, l'accusa e la difesa, nell'opera di Anassimene è aggiunta la specie «exetastica», o esame accurato.